# أوستين بيترسن
أوستين بيترسن (بالإنجليزية: Austin Petersen)‏ هو معلق سياسي ‏ أمريكي، ولد في 19 فبراير 1981 في إنديبندنس في الولايات المتحدة.

## وصلات خارجية
- الموقع الرسمي
- أوستين بيترسن على موقع IMDb (الإنجليزية)